# Eddy Sidra
Eduard Mahir „Eddy“ Sidra (* 20. Februar 1989 in Khartum, Sudan) ist ein ehemaliger kanadischer Fußballspieler.

## Vereinskarriere
Sidra, dessen Eltern aus dem Sudan stammen, spielte von 2006 bis 2007 für das Collegeteam der University of Alberta, die Alberta Golden Bears. Sidra gewann mit den Bears 2006 die kanadische Collegemeisterschaft und wurde mannschaftsintern als bester Neuling der Saison („Rookie“) ausgezeichnet. Über einen Scout wurde ihm im Sommer 2007 ein Probetraining beim deutschen Klub Energie Cottbus vermittelt, die diesen schließlich ihn das A-Jugend-Team aufnahmen. 2008 rückte er in die zweite Mannschaft von Cottbus auf und absolvierte 15 Partien in der Regionalliga Nord, aus der man als Tabellenletzter abstieg. In der folgenden Oberligasaison kam er zu 14 Einsätzen, als Staffelmeister gelang der sofortige Wiederaufstieg in die Regionalliga.
Am 28. Januar 2011 absolvierte er ein Probetraining beim Toronto FC. Er wurde ins Trainingslager der Major League Soccer Mannschaft eingeladen. Toronto verpflichtete ihn aber nicht.
Im April 2011 wechselte er zum FC Edmonton in die neue North American Soccer League. Sein Ligadebüt für die Mannschaft gab er am ersten Spieltag, als diese 2:1 gegen die Fort Lauderdale Strikers gewannen. Am Saisonende wurde sein Vertrag vereinsseitig nicht verlängert und Sidra schrieb sich erneut an der University of Alberta ein.

## Nationalmannschaft
Sidra nahm mit der kanadischen U-20-Auswahl an der CONCACAF U-20-Meisterschaft 2009 auf Trinidad und Tobago teil, verpasste mit seiner Mannschaft durch das Aus in der Vorrunde aber die Qualifikation für die Junioren-WM 2009 in Ägypten. Ende Mai 2009 wurde er erstmals in die kanadische A-Nationalmannschaft berufen und kam am 30. Mai in einem Freundschaftsspiel gegen Zypern zu seinem Länderspieldebüt, 2010 schlossen sich gegen Jamaika und Venezuela zwei weitere Länderspieleinsätze in Freundschaftsspielen und mehrere Berufungen in Trainingslager der U23-Landesauswahl an.